# Glia gravfält, Bromma
Glia gravfält, Bromma är ett gravfält som ligger vid nuvarande Gliavägen öster om Bromma kyrka i stadsdelen Riksby i Västerort i Stockholms län. Förhistoriska boplatser har påträffats nära gravfältet. Den medeltida och senare bebyggelsen låg på den mark som idag är Bromma flygfält. Många gravar från vikingatiden undersöktes och togs bort när Bromma flygfält byggdes.
Gravplatsen har använts av bönder vid Glia by. Gravfältet vid Glia (RAÄ 39) är från yngre järnålder och har använts från 500-talets mitt e.Kr. till 1000-talets mitt. När man anlade Bromma flygfält företogs arkeologiska undersökningar såväl på gravfältet som på den sedan 1700-talets slut avhysta byns tomtplats.

## Fornminnesskylt

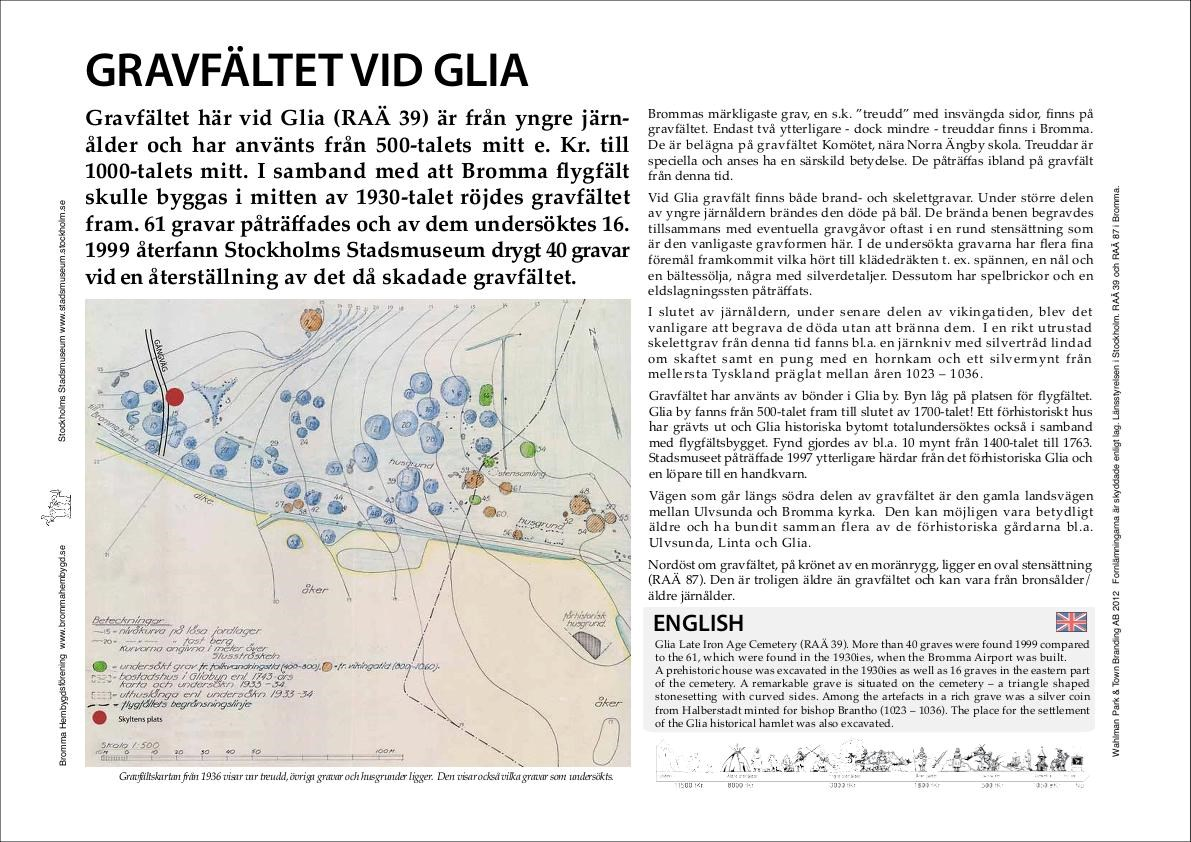
Stadsmuseets och Bromma hembygdsförenings fornminnesskylt RAÄ39 vid gravfältet vid Glia, uppsatt 25 oktober 2012.

Vid Glia gravfält sattes en fornminnesskylt upp den 25 oktober 2012 i närvaro av Barbro Århem från Stadsmuseet i Stockholm och Nils Ringstedt som representant för Bromma hembygdsförening. Bromma hembygdsförening och Stadsmuseet i Stockholm samarbetar med uppsättning av skyltar till kulturminnen i Bromma. Hittills har de gemensamt satt upp 15 skyltar till Brommas skyddade kulturminnen. Gravfältskartan från 1936 visar var treudden, övriga gravar och husgrunder ligger. Den visar också vilka gravar som undersökts. Det är en bra och tydlig karta i färg och som också visar skyltens plats. Kartan visar nivåkurvor, undersökta gravar från folkvandringstid och vikingatid, markeringar av bostadshus, uthus, bostadslänga och flygfältets begränsningslinje.

## Gravfältets läge
Fornlämningens östliga del, Glia gravfält (RAÄ 39), gränsar till Bromma flygplats och gravfältet ligger inom Glias bygräns på Skogsbacken Hammaren. I mitten av 1930-talet, när flygfältet byggdes, röjdes backen helt. Området vid Skogsbacken Hammaren och i närheten är höglänt och skogbevuxet. Öster om Hammaren utbreder sig flygfältet. Platsen för flygfältet var under äldre järnålder en havsvik. Strax väster om flygfältet och söder om gravfältet låg då en förhistorisk bebyggelse. Under yngre järnålder var marken, där flygfältet finns troligen huvudsakligen ängsmark. På nuvarande flygfältet låg Glia by under medeltid och till cirka 1785.

## Gliavägen
I stadsdelen Bromma Kyrka finns en väg med namnet Gliavägen. Enligt boken Stockholms gatunamn från 1992 har vägen "av ålder burit namnet efter gården Glia", enligt Namnberedningen (NB). Byn och senare gården Glia låg inom det nuvarande flygfältsområdet. Namnet Glia (I Glyo 1409) uppfattas av Jöran Sahlgren såsom ett bäcknamn, "bildat till samma stam som ordet gli 'fiskyngel'" och med betydelsen "glänsande, glittrande". Glia gravfält nås via nuvarande Gliavägen öster om Bromma kyrka och gångvägar genom Kortenslunds koloniområde (Koloniträdgårdsföreningen Linnéa) fram till en golfbana. Gravfältet ligger norr om golfbanan där.

## Gravfältet användes under 500 år från 500-talet till 1000-talet

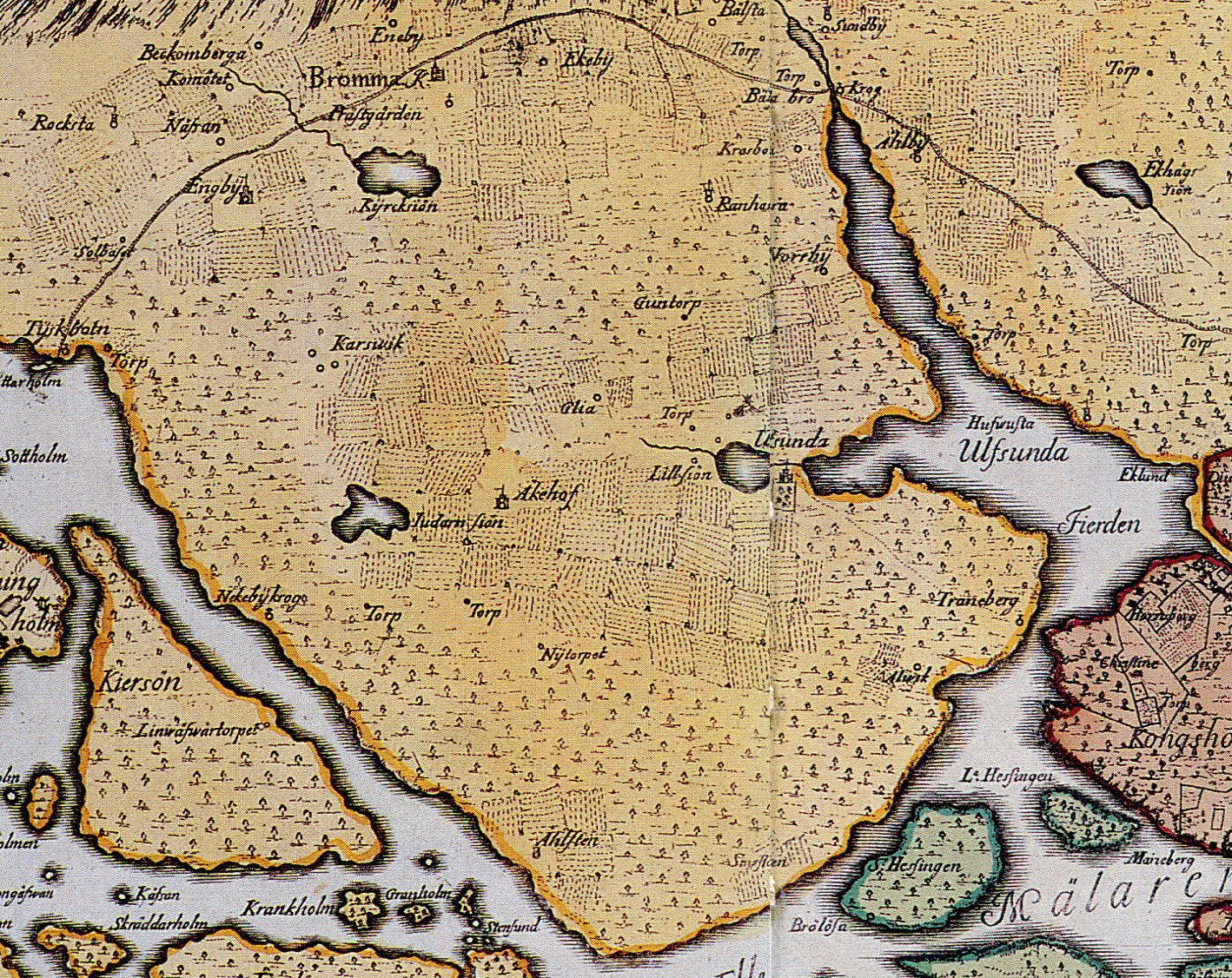
Brommakarta från 1750. Del av Georg Biurmans karta över Stockholm med omgivning, som visar Brommalandet.

I mitten av 1930-talet röjdes gravfältet fram i samband med att Bromma flygfält skulle byggas. Ett förhistoriskt hus grävdes också ut på 1930-talet och Glia historiska bytomt totalundersöktes också i samband med flygfältsbygget. Man påträffade då 61 gravar bestående av högar, stensättningar och rösen och av dem undersöktes 16 gravar i den östra delen av gravfältet. Undersökningarna visade att gravfältet använts under ett halvt årtusende från folkvandringstidens senare del från 500-talet till 1000-talets mitt eller senare hälft. Rester från den förhistoriska byn undersöktes omedelbart intill gravbacken. Byn låg ungefär 100 m längre österut under medeltiden. Daterbara kulturlager fanns dels omkring härden och dels på stugans plats, som anger de två medeltida gårdarnas läge. Ännu vid 1600-talets början fanns gårdarna kvar. Men före 1631 har hela byn härjats av eld. På den eldhärjade tomten byggdes sedan, sannolikt redan på 1630-talet, den nya byn, som så småningom utvidgades, så att den före århundradets slut bestod av fyra gårdar. Lantmätaren Jacob Brauns karta 1690 visar endast två gårdstecken vid Glia, men detta beror på att Braun och flera andra med honom samtidiga lantmätare endast anger huvudgården enligt jordeböckernas mantalsbeteckningar.

## Personer från Glia by begravdes på gravfältet
Vid Glia gravfält finns både brandgravar och skelettgravar. Under större delen av yngre järnåldern brändes den döde på bål. De brända benen begravdes tillsammans med eventuella gravgåvor oftast i en rund stensättning som är den vanligaste gravformen här. I de undersökta gravarna har flera fina föremål framkommit vilka hört till klädedräkten, till exempel spännen, en nål och en bältessölja, några med silverdetaljer. Dessutom har spelbrickor och en eldslagningssten påträffats. Det var personer från den förhistoriska bebyggelsen vid Glia by som begravdes på gravfältet. När flygfältet byggdes grävde man ut ett förhistoriskt hus. Grunden låg cirka en halv meter under åkerytan. Vid grävningen påträffades ett skadat kullerstensgolv. Enligt arkeologen Hans Hansson var huset minst 6 meter brett och 15 meter långt. En yttre stenläggning fungerade som en stenlagd gång runt huset. Vid utgrävningen påträffades 10 stolphål, vilket innebär att 5 par stolpar bar upp husets tak. En förstörd, enskiktad stenläggning påträffades öster om Glia-huset. Denna stenläggning kan ha tillhört bygatan, enligt arkeologen Hans Hansson.

## Brommas största grav med treuddsform

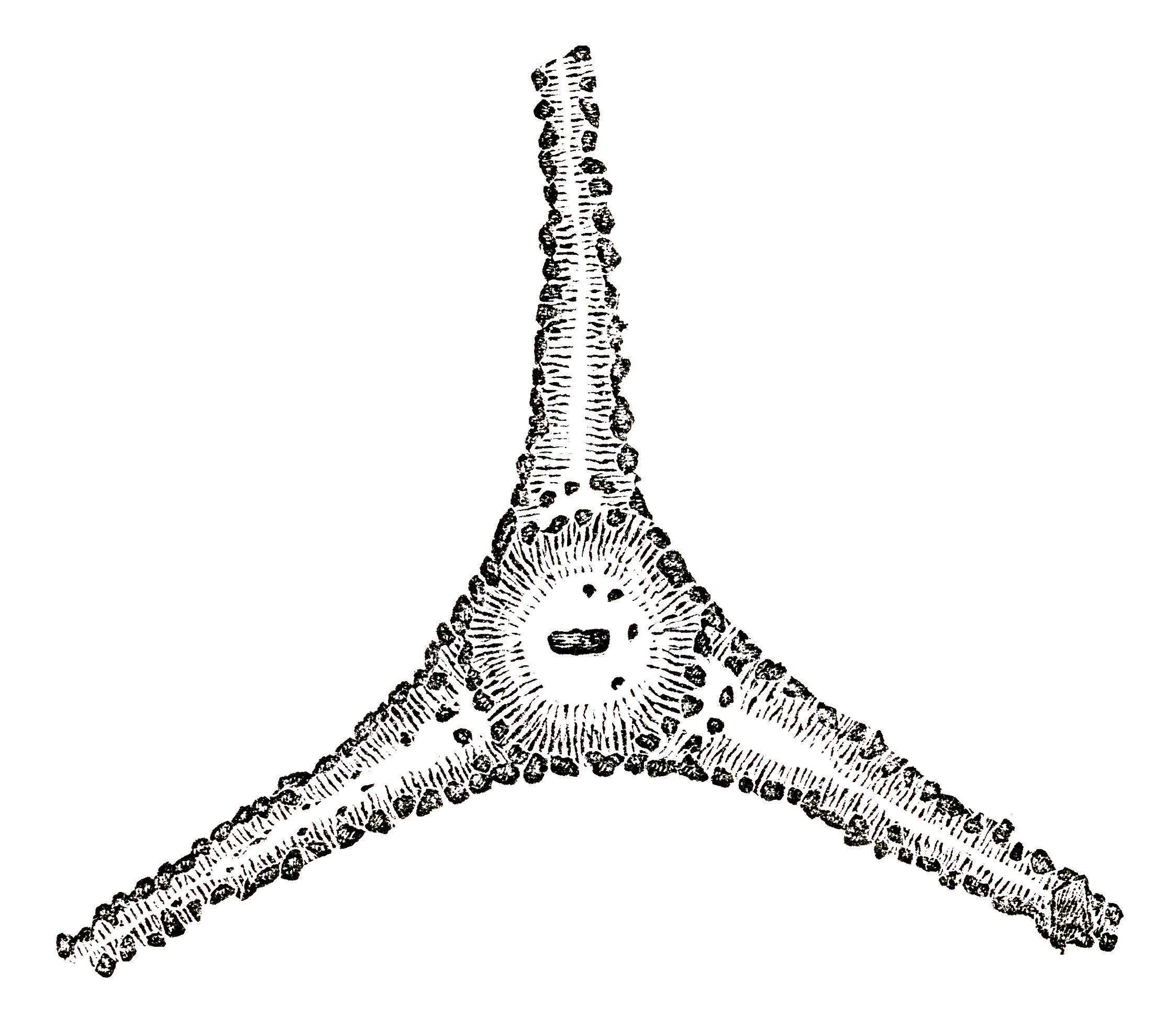
Planskiss på en treudd. Skiss av arkeologen Oscar Montelius (1843-1921), 1877.

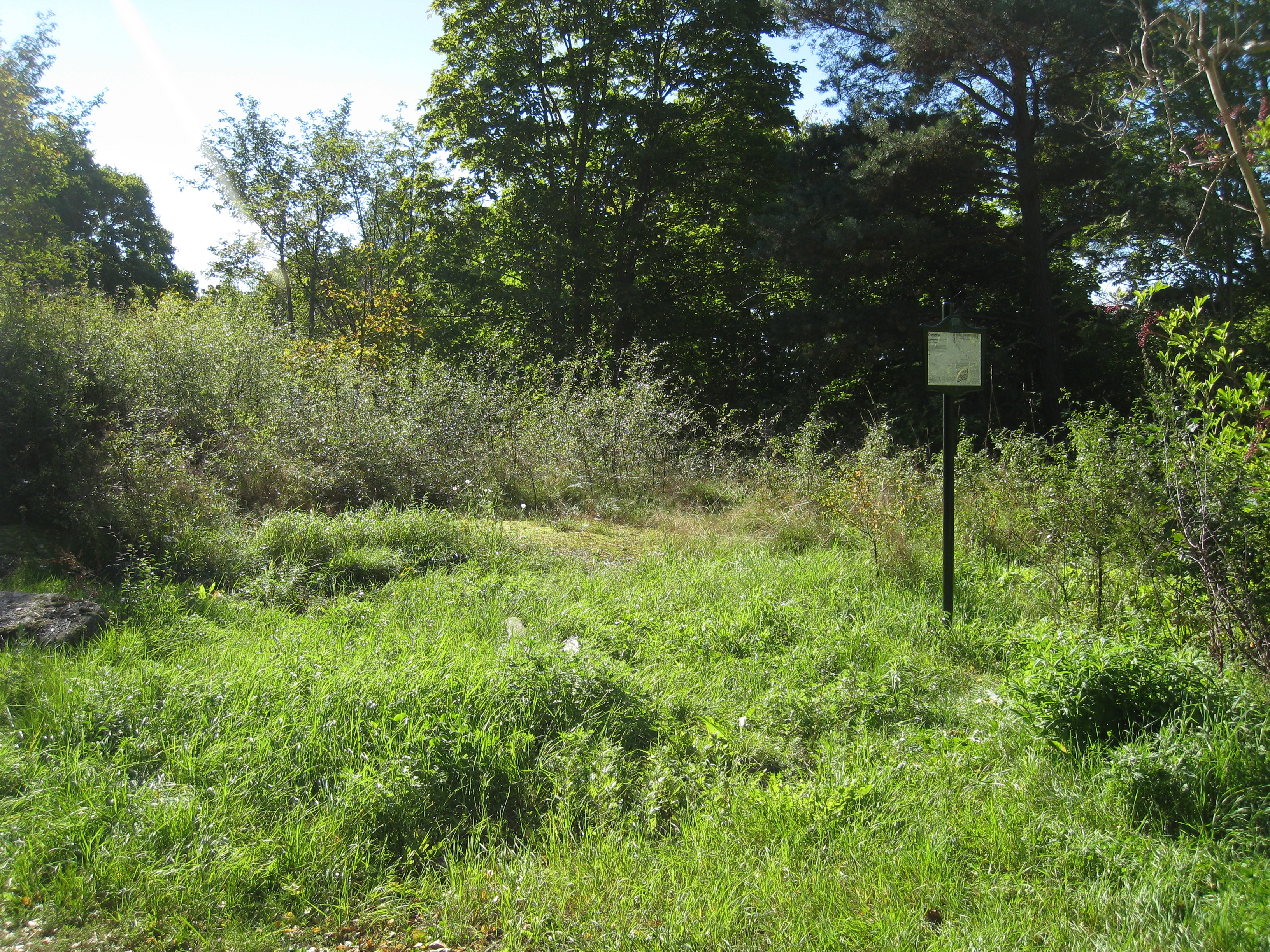
Gravfältet Komötet i Norra Ängby, där man också har funnit treuddar.

1999 återfann Stadsmuseet i Stockholm drygt 40 gravar vid en återställning av det då skadade gravfältet. På gravfältet finns Brommas märkligaste grav, en så kallad "treudd" med insvängda sidor. Det finns endast ytterligare två treuddar i Bromma, dessa är dock mindre. De två andra är båda två belägna på gravfältet Komötet från yngre järnåldern i Norra Ängby, i ett skogsparti väster om Norra Ängby skola. Treuddar är speciella och anses ha en särskild betydelse. De påträffas ibland på gravfält från denna tid. Den stora treudden är en grav på gravfältet, som är särskilt märklig. Det är Brommas största grav till ytan. Den har inte undersökts. En treudd är en tresidig stensättning med insvängda sidor. Denna typ av grav är spridd över landets järnåldersbygder och anses höra till yngre järnålder. Detta visar arkeologiska undersökningar av treuddar på Adelsö, Helgö, Ekerö och Lovö. Treuddar var gravar för män.

## Stensättningar
På en avsats på berget strax nordöst om gravfältet RAÄ 39 ligger en närmast oval stensättning RAÄ 87 (8x6 m och 0,3 m hög). Utifrån läget bedömer Nils Ringstedt och Bengt Windelhed att den är från en äldre tidsperiod, det vill säga äldre järnålder eller kanske till och med från yngre bronsålder. Nordväst om gravfältet RAÄ 39 nära villorna vid Gliavägen och på krönet av ett berg i Kortenslundsområdet ligger två närmast runda stensättningar (RAÄ 44). En av stensättningarna är byggd av stora block. Enligt Nils Ringstedt bör dessa gravar vara anlagda under en äldre tidsperiod, med hänsyn till läget, cirka 31 m över havet, och utseende vara anlagda under en äldre tidsperiod, troligen bronsålder.

## Arkeologiska utgrävningar då Bromma flygfält anlades
Arkeologen Hans Hansson uppger att det fanns två medeltida gårdar i Glia enligt äldsta jordeboken. Vid bygget av Bromma flygfält undersöktes de medeltida och senare husen. Byn kan ha legat öde ett tiotal år, men byggts upp igen på 1630-talet. För första gången kartlades ägorna av lantmätare Jacob Braun i maj 1690 Då låg byn cirka 100 m öster om den första byn. Före 1600-talets slut fanns fyra gårdar. Husen övergavs före 1789.
I den andra Glia-byn resulterade grävningar i ett par hundra föremål. Det rör sig om bland annat 10 mynt fördelade över 350 år från 1400-talets första halva till 1763. I övrigt hittade man beslag till vagnar, delar av hjulringar, harvpinnar, glasskärvor, liar, yxor, koskällor, delar av kittlar, stora och små grytor, pannor, ullsaxar och delar av ett par handkvarnar. Husen var enkla, timrade stugor. Glasskärvor och blyspröjsar påträffas inte förrän då husgrunderna är uppförda vid 1700-talets slut och 1800-talet början.

## Gravfynd hösten 1997

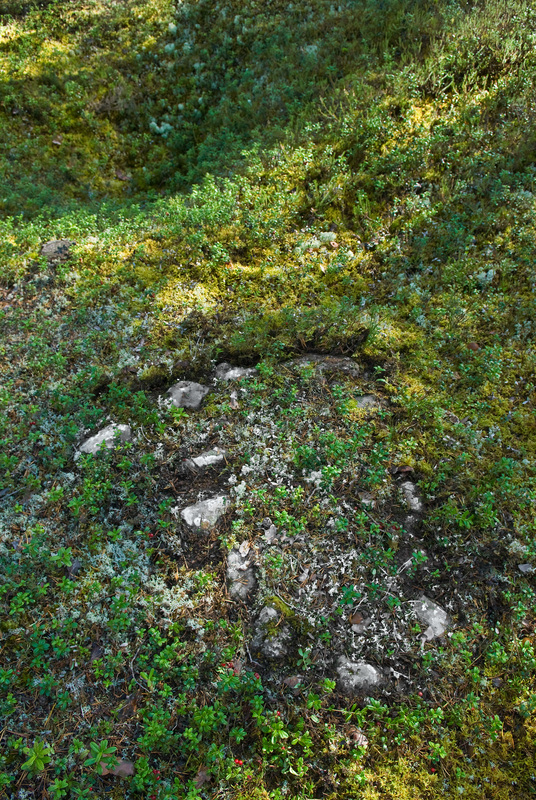
Exempel på härd.

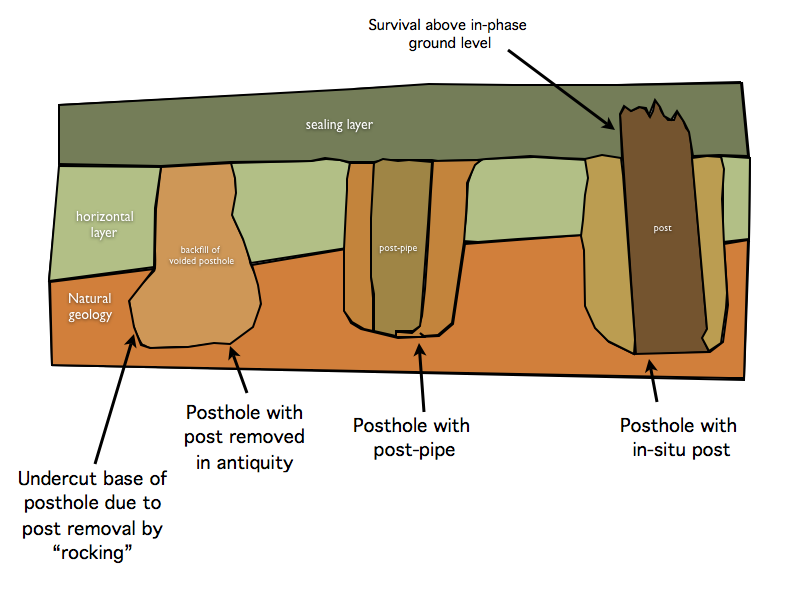
Olika typer av stolphål.

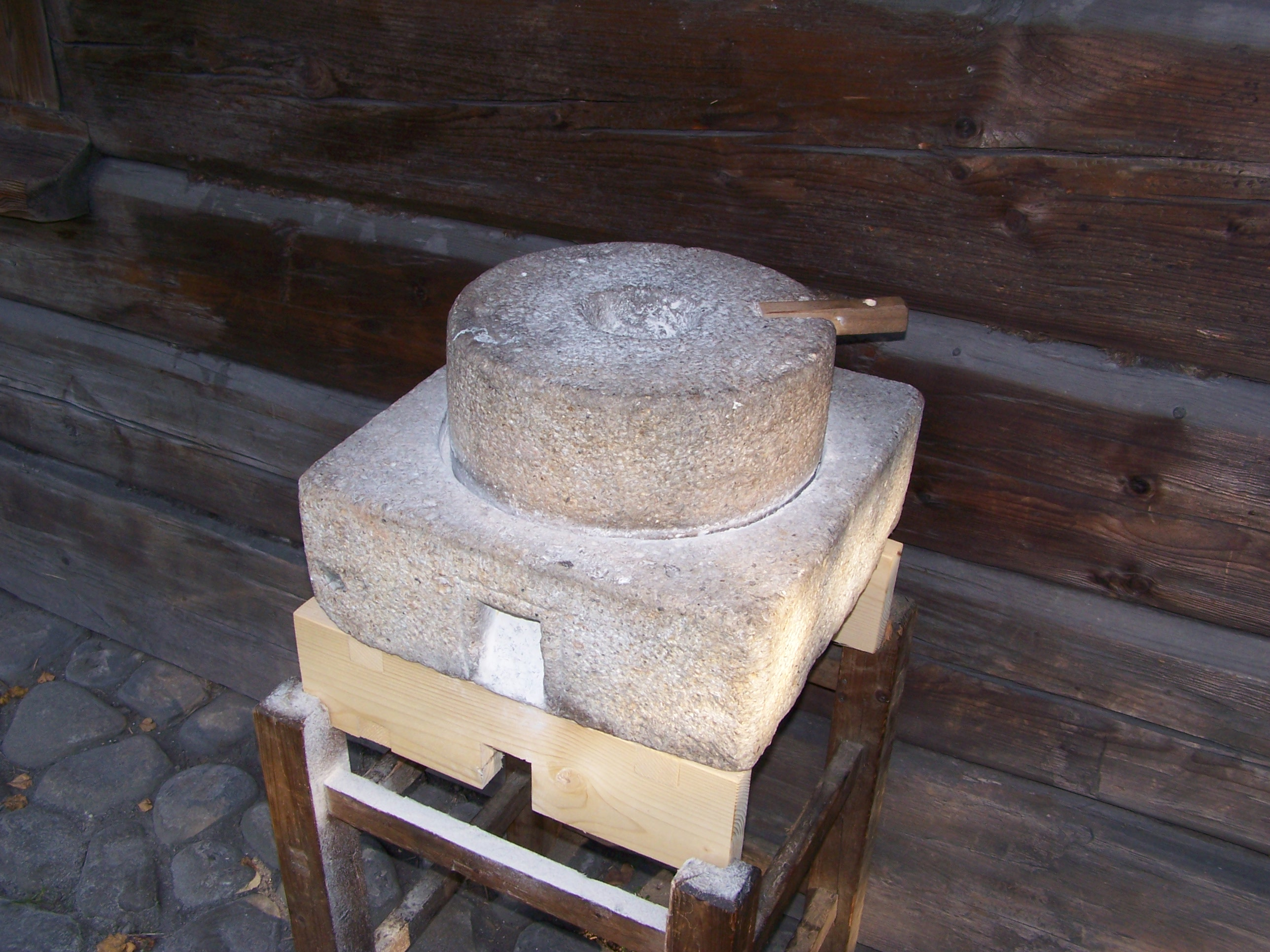
Äldre manuellt driven kvarnsten med löpare till handkvarnen.

Vid undersökningar av Stadsmuseet i Stockholm under hösten 1997 gjordes vid en fornminnesinventering för ytterligare fynd av den förhistoriska boplatsen för att avgränsa gravfältet vid Glia. I en äldre åkermark sydväst om gravfältet framkom då flera härdar och stolphål. Enligt Riksantikvarieämbetets definition är en härd en avgränsad eldplats, som anlagts utomhus eller inne i ett hus. Formen kan vara kvadratisk, oregelbunden, rektangulär, oval eller rund. Den kan vara fylld med sten eller utgöras av en enkel stenring som avgränsar elden. I arkeologiska sammanhang betyder stolphål spår efter stolpar. Det kan vara i form av mörkfärgad jord, ibland med träkolsinblandning som utgör rester av multnade eller brända stolpar till hyddor eller hus. När man har grävt ut ett så kallat stolphål, kan man fastställa storlek, art eller till och med lutning på huset. Vid den förhistoriska boplatsen påträffades även fragment av en nit, en spik och av två keramikkärl samt en kvarnlöpare till en handkvarn. Vid undersökningen kom ytterligare gravar fram. För att mala spannmål till mjöl används i äldre kvarnar två runda stenar, dessa kallas kvarnsten. Den undre stenen ligger fast (liggare), medan den övre stenen roterar (löparen). Den äldsta formen av kvarnstenar bestod av en urskålad liggare och en fram- och återgående löpare, en löpsten, som drevs manuellt (handkvarn).

## Gravfynd hösten 2012
Öster om stensättningen RAÄ 44 fann Nils Ringstedt och Bengt Windelhed hösten 2012 ytterligare en grav inte långt från en transformatorstation. Det var en rund, övervuxen stensättning. I området finns blockansamlingar och dessa kan möjligen antyda fler gravar. De påträffade även en tidigare okänd vallanläggning på cirka 30 m höjd, som bitvis sträckte sig längs södra kanten av berget, där stensättningarna RAÄ 44 finns. Vallanläggningen/stenhägnaden går norrut i bergets västra kant och vänder mot öster. På den sidan av berget är anläggningen mer oregelbunden. De blev upplysta om att en isländsk arkeolog under hösten besökt berget och funnit en mycket stor stenyxa. På södra sidan om Gliavägens vändplats ligger en rund, övervuxen stensättning nära villaägarens tomt. Graven är inte tidigare känd.